# Björn krepphendi
Björn den krokhänte (Björn krepphendi eller kreppilhendi) var en isländsk furstelovskald verksam vid 1000-talets slut och 1100-talets början. Enligt Skáldatal var han hirdskald hos kung Magnus barfot av Norge. Åtta fullstrofer och en halvstrof på drottkvätt ur vad som verkar ha varit en arvdrapa om denne konung har bevarats i Magnus barfots saga i Heimskringla och i Morkinskinna. Stroferna handlar om kung Magnus skövlingar i Halland år 1095, Steigar-Tores avrättning samt räfsten med trönderna samma år. Vidare omtalas västerhavståget och striderna på Suderöarna (Hebriderna) och i Bretland (Wales) åren 1097–1098.
Om Björn den krokhäntes levnad är ingenting känt.